# Pragya Prasun
Pragya Prasun (née vers 1983) est une militante indienne qui a survécu à une attaque à l'acide et a créé la Fondation Atijeevan pour aider les victimes de ces crimes. L'organisation a soutenu plus de 250 autres survivants. Elle reçoit, en mars 2019, la plus haute récompense pour les femmes en Inde, le prix Nari Shakti Puraskar (en français : Prix du pouvoir des femmes), des mains du président indien, Ram Nath Kovind.

## Biographie
Pragya Prasun est née vers 1983 à Dhanbad dans l'État de Jharkhand, en Inde. Elle est l'aînée de quatre enfants,. Son père travaillait pour l'entreprise Coal India puis la famille a déménagé à Bénarès. Prasun épouse son mari à Bénarès, en 2006. Douze jours plus tard, alors qu'elle se rend à New Delhi en train, un ancien soupirant éconduit l'attaque à l'acide alors qu'elle dort. Des compagnons de voyage, dont un médecin, aident à soigner Prasun avant qu'elle ne soit emmenée à l'hôpital atteinte à 47 % de brûlures. L'agresseur est arrêté lorsqu'il tente à nouveau d'attaquer Prasun, le lendemain et est condamné à une peine de prison de quatre ans et demi. Après neuf opérations chirurgicales, Prasun fonde une famille, elle a deux enfants et dirige une entreprise de restauration. Elle commence également à aider d'autres survivants.

## Fondation Atijeevan
Pragya Prasun créé la Fondation Atijeevan, en 2013. Il s'agit d'une organisation non gouvernementale qui aide les survivants d'attaques à l'acide, en finançant des opérations chirurgicales et d'autres traitements pour les personnes qui se remettent d'une attaque. Chaque année en Inde, plus de 100 attaques à l'acide sont signalées, principalement sur des femmes, mais Pragya Prasun pense que le chiffre réel dépasse le millier,. En 2019, la fondation avait soutenu plus de 250 survivants. Les interventions chirurgicales sont réalisées dans des hôpitaux de Bangalore, Chennai, Delhi et Mumbai. L'hôpital du Stanley Medical College (en) de Chennai s'est engagé, en 2018, à soutenir le groupe en proposant des greffes de cheveux gratuites.

## Prix et reconnaissance
Le président indien Ram Nath Kovind  remet le prix Nari Shakti Puraskar 2018 à Pragya Prasun en mars 2019, en reconnaissance de son travail. Ce prix est décerné par le ministère de la Femme et du Développement de l'enfant du gouvernement indien à des femmes individuelles ou à des institutions qui œuvrent pour la cause de l'autonomisation des femmes.

### Note
- (en) Cet article est partiellement ou en totalité issu de l’article de Wikipédia en anglais intitulé « Pragya Prasun » (voir la liste des auteurs).